# Pro Evolution Soccer
Pro Evolution Soccer е футболна видеоигра, продукт на Конами (Konami Corporation).
Pro Evolution Soccer е известна в Япония и САЩ като Winning Eleven, а в Европа като PES.
Първата игра от серията Pro Evolution Soccer се появява през октомври 2001 (под името Winning Eleven 5 в Япония) и получава положителни отзиви в специализираната преса. Някои от продълженията не са посрещнати със същия успех. PES 2008 и PES 2009, макар и като цяло много добре приети, предизвикват и отрицателни критики, заради липсата на иновации, липсващи лицензи на някои отбори и първенства, проблеми в онлайн режима и прекалената обвързаност на геймплея с динамиките на предходното конзолно поколение.
| Версия                    | Дата на издаване  | Платформа                                           |
| ------------------------- | ----------------- | --------------------------------------------------- |
| ISS Pro Evolution         | 1999              | PlayStation                                         |
| ISS Pro Evolution 2       | 2000              | PlayStation                                         |
| Pro Evolution Soccer      | 21 октомври 2001  | PlayStation                                         |
| Pro Evolution Soccer 2    | октомври 2002     | PlayStation                                         |
| Pro Evolution Soccer 3    | октомври 2003     | PC (Windows), PlayStation                           |
| Pro Evolution Soccer 4    | 15 октомври 2004  | PC (Windows), Xbox, PlayStation                     |
| Pro Evolution Soccer 5    | 25 октомври 2005  | PC (Windows), Xbox, PlayStation                     |
| Pro Evolution Soccer 6    | 27 октомври 2006  | PC (Windows), Xbox, PlayStation                     |
| Pro Evolution Soccer 2008 | октомври 2007     | PC (Windows), Xbox, Playstation, Nintendo           |
| Pro Evolution Soccer 2009 | 15 октомври 2008  | PC (Windows), Xbox, Playstation, Nintendo           |
| Pro Evolution Soccer 2010 | 23 октомври 2009  | PC (Windows), Xbox, Playstation, Nintendo, Смартфон |
| Pro Evolution Soccer 2011 | 30 септември 2010 | PC (Windows), Xbox, Playstation, Nintendo, Смартфон |
| Pro Evolution Soccer 2012 | 27 септември 2011 | PC (Windows), Xbox, Playstation, Nintendo, Смартфон |
| Pro Evolution Soccer 2013 | 20 септември 2012 | PC (Windows), Xbox, Playstation, Nintendo, Смартфон |
| Pro Evolution Soccer 2014 | 19 септември 2013 | PC (Windows), Xbox, Playstation, Nintendo, Смартфон |
| Pro Evolution Soccer 2015 | 11 ноември 2014   | PC (Windows), Xbox, Playstation, Nintendo, Смартфон |
| Pro Evolution Soccer 2016 | 15 септември 2015 | PC (Windows), Xbox, Playstation, Nintendo, Смартфон |
| Pro Evolution Soccer 2017 | 15 септември 2015 | PC (Windows), Xbox, Playstation, Nintendo, Смартфон |
| Pro Evolution Soccer 2018 | 12 септември 2017 | PC (Windows), Xbox, Playstation, Nintendo, Смартфон |